# La mia compilation
La mia compilation è una compilation dell'attore e cantautore Matteo Branciamore pubblicata nel 2010 dalla Cinevox.

## Il disco
Il disco contiene i brani cantati da Branciamore per la colonna sonora delle prime quattro stagioni de I Cesaroni. Sono presenti tutte le canzoni già pubblicate in Parole nuove ed Ovunque andrai (ad eccezione di Ogni piccolo perché e Sabato mattina); i due album coprono infatti le prime tre stagioni. Sono inoltre presenti un paio di tracce inedite presentate nel corso della quarta stagione della fiction e composte da Saverio Principini: Silenziosa possibilità e Tempo per me. Di quest'ultima canzone esistono due versioni in una delle quali Branciamore duetta con Giorgia Sinicorni, una new entry dei Cesaroni 4. Il disco è stato pubblicato il 5 novembre 2010 ed è distribuito da Deltatrade.
Esistono due versioni dell'album in forma digitale. Una comprende la stessa tracklist del CD; l'altra, chiamata Cesaroni 4, contiene solamente i tre brani della quarta stagione.

## Tracce
1. Adesso che ci siete voi – 2:42
2. Tempo per me (feat. Giorgia Sinicorni) – 3:26
3. Ninna nanna – 3:38
4. Ama – 4:06
5. La notte sul tetto – 3:25
6. A Guy on His Wave – 3:00
7. 12 Milioni – 2:57
8. Canterò – 3:52
9. Parole nuove – 3:14
10. Cosa cambia ormai – 4:25
11. Ovunque andrai – 4:25
12. Sei – 4:14
13. Silenziosa possibilità – 3:46
14. Tutto quello che ho – 2:52
15. Pesce pilota – 2:08
16. Voglio mordere la vita – 4:28
17. Un mare di guai – 3:46
18. Tempo per me (Bonus Track) – 3:16

## Le canzoni neI Cesaroni
L'album contiene quasi tutte le canzoni che "Marco Cesaroni", il personaggio interpretato da Branciamore, compone nelle prime quattro stagioni della fiction.
| Canzone                               | Episodio in cui per la prima volta appare la canzone |
| ------------------------------------- | ---------------------------------------------------- |
| Adesso che ci siete voi               | Le manette dell'amore                                |
| Tempo per me (Feat.Giorgia Sinicorni) | Cattive compagnie                                    |
| Ninna nanna                           | Ninnananna nonni                                     |
| Ama                                   | inedita                                              |
| La notte sul tetto                    | Provaci ancora, Ezio                                 |
| A guy on his wave                     | Porchetta e porcellana                               |
| 12 milioni                            | inedita                                              |
| Canterò                               | inedita                                              |
| Parole nuove                          | Ma quant'è dura la salita                            |
| Cosa cambia ormai                     | Siamo uomini, o gnomi?                               |
| Ovunque Andrai                        | Foto di famiglia                                     |
| Sei                                   | Su la testa                                          |
| Silenziosa possibilità                | Sim sala sbam!                                       |
| Tutto quello che ho                   | Che brutto affare                                    |
| Pesce Pilota                          | Il pesce pilota                                      |
| Voglio mordere la vita                | Tre giorni da cani                                   |
| Un mare di guai                       | L'apparenza inganna                                  |
| Tempo per me (Bonus Track)            | Cattive compagnie                                    |